# 社会学制度主义
社会学制度主义（sociological institutionalism），也称为社会学新制度主义（sociological neoinstitutionalism）、文化制度主义（ cultural institutionalism）和世界社会理论（world society theory），是新制度主义的一种形式，关注“制度为个人创造意义的方式”。社会学制度主义起源于约翰·W·迈耶（John W. Meyer）于1977年发表的著作，其解释本质上是建构主义的。

## 内容

### 定义
罗纳德·杰普森（Ronald L. Jepperson）和迈耶认为，社会学制度主义视现代个人和组织的“行动者身份”为文化材料的构建物，并将制度体系视为主要通过创造具有适当观点、动机和议程的代理行动者并使其合法化来发挥作用。社会学制度主义者不太强调行为者对制度的使用，而更倾向于将制度性力量视为生产和使用行为者。通过关注现代社会参与者不断演变的建构和重建，制度主义者可以解释当代时期戏剧性的社会变化——为什么这些变化跨越社会背景和功能设置，以及为什么它们往往具有世界性特征。

### 行为的建构因素
社会学制度主义者强调，组织的功能和结构并不一定反映功能目的，而是反映出仪式。行为者之所以遵守制度规则和规范，是因为其他类型的行为是不可想象的。社会学制度主义观点与关于行动者和能动性的理性主义和工具主义观点形成鲜明对比：后者认为行为者是理性的、知识渊博的、有明确目的的，而前者则强调行为者的行为如何反映习惯、迷信和情感；前者将文化视为解释行为的非理性残留因素，而后者则将文化视为解释行为的必要因素。

### 适当性逻辑
一些社会学制度主义者认为，尽管以不同的方式演化，制度已经发展到变得相似，表现出同构性。因此，制度对于巩固和传播文化规范非常重要。
社会学制度主义者认为，“适当性逻辑”（logic of appropriateness）指导着机构内行为者的行为，预测机构的规范和正式规则将塑造机构内行动者的行为。根据詹姆斯·马奇的说法，适当性的逻辑意味着行动“通过组织成身份的规则与情况相匹配”。因此，规范制度主义认为，制度行为者的大部分行为是基于行为者所遇到的公认情境、情境中行为者的身份，以及行为者对该行为者在该行为中通常管理行为的规则的分析。

## 批评
杰克·奈特认为，社会学制度主义无法解释机构成员未能按照其定义的机构角色行事的行为，社会学制度主义也很难解释制度变迁。